# Knox County, Illinois
Knox County är ett administrativt område i delstaten Illinois i USA. År 2010 hade countyt 52 919 invånare. Den administrativa huvudorten (county seat) är Galesburg.

## Politik
Knox County har sedan 1990-talet tenderat att rösta på demokraterna i politiska val. I presidentvalet 2016 blev dock republikanernas kandidat Donald Trump den första republikanska presidentkandidaten sedan Ronald Reagan i valet 1984 att få flest röster i countyt.

## Geografi
Enligt United States Census Bureau har countyt en total area på 1 864 km². 1 855 km² av den arean är land och 9 km² är vatten.

### Angränsande countyn
- Henry County - nord
- Stark County - öst
- Peoria County - sydost
- Fulton County - syd
- Warren County - väst
- Mercer County - nordväst